# أليخاندرو باتينو
اليخاندرو باتينو (بالإنجليزية: Alejandro Patino)‏ هو ممثل أمريكي، ولد في 1953 في الولايات المتحدة.

## أعمال

### أفلام
- (2007) محطم القلوب[4]
- (2009) العازف المنفرد[5]
- (2010) آيرون مان 2[6][7][8]
- (2010) لدينا عرس عائلي[9]

## وصلات خارجية
- أليخاندرو باتينو على موقع IMDb (الإنجليزية)
- أليخاندرو باتينو على موقع ألو سيني (الفرنسية)
- أليخاندرو باتينو على موقع أول موفي (الإنجليزية)
- أليخاندرو باتينو على موقع قاعدة بيانات الأفلام السويدية (السويدية)
- أليخاندرو باتينو على موقع قاعدة بيانات الفيلم (الإنجليزية)
- أليخاندرو باتينو على موقع كينوبويسك (الروسية)